# Madejärvi (sjö i Enare, Lappland, Finland)
Madejärvi eller Njahjajavri eller Njahkajavri är en sjö i Finland. Den ligger i kommunen Enare i landskapet Lappland, i den norra delen av landet, 1 100 km norr om huvudstaden Helsingfors. Madejärvi ligger 247 meter över havet. Arean är 42,6 hektar och strandlinjen är 3,25 kilometer lång. Sjön  ingår i Neidenälvens huvudavrinningsområde.   Omgivningarna runt Madejärvi är i huvudsak ett öppet busklandskap.